# Powiat witkowski

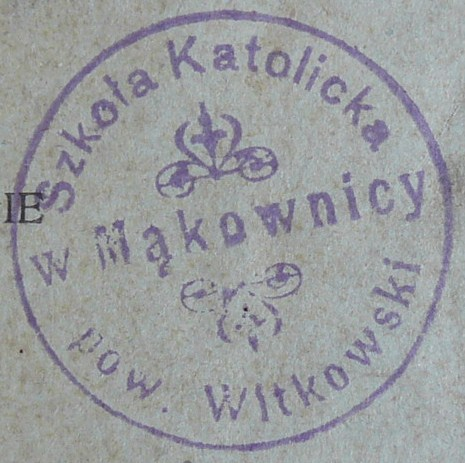
Stempel szkoły w Mąkownicy - powiat witkowski

Powiat witkowski – dawny powiat istniejący w latach 1919–1927 w województwie poznańskim II Rzeczypospolitej. Jego siedzibą było miasto Witkowo. 1 kwietnia 1927 roku powiat został zniesiony, a jego terytorium przyłączono do powiatów gnieźnieńskiego i wrzesińskiego.

## Gminy
Według stanu z 16 lutego 1927 roku powiat witkowski składał się z 3 miast, 79 gmin i 43 obszarów dworskich:

### Obszary włączone 1 kwietnia 1927 do powiatu gnieźnieńskiego
Miasta: Czerniejewo, Powidz i Witkowo
Gminy: Anastazewo, Brzoski (Brzózki), Bure, Chłądowo, Czerniejewo, Cwierdzin, Drachowo, Folwark, Gaj, Gębarzewko, Gębarzewo, Głożyny, Goczałkowo, Goraninek, Gorzykówko, Gorzykowo, Goraniec, Graby, Gurówko, Imielno, Jaworowo, Kamionka, Karsewo, Kąpiel, Kędzierzyn, Kołaczkowo, Kosowo, Lubochnia, Ługi, Leśniewko, Lipki, Malenin, Małachowo-Kępe, Małachowo-Wierzbiczany, Mąkownica, Miaty, Mielżynek, Mielżyn, Mielżyn Stary, Niechanowo, Nidom, Nowawieś Niechanowska, Odrowąż, Ostrowo, Ostrowite Prymasowskie, Pawłowo, Piaski, Polanowo, Potrzymowo, Przyborówko, Przybrodzin, Rakowo, Ruchocinek, Ruchocin, Skorzęcin, Smolniki Powidzkie, Sokołowo, Strzyżewo Witkowskie, Szczytniki-Duchowne, Szydłowiec, Trzuskołoń, Wiekowo, Wierzbiczany, Wierzyce, Witkowo-Wieś, Witkówko, Wola Skorzęcka, Wylatkowo, Żelaskowo i Żydowo
Obszary dworskie: Arcugowo, Cielimowo, Charbin, Chwałkówko, Czechowo, Czerniejewo, Golimowo, Goranin, Grotkowo, Gurowo, Jaworowo, Jelitowo, Karsewo II, Kołaczkowo, Leśniewo, Malczewo, Małachowo-Szemborowice, Małachowo-Złychmiejsc, Mikołajewice, Miroszka, Niechanowo, Nidom, Nowawieś-Lednogórska, Odrowąż, Pakszyn, Przyborowo, Rzemachowo, Skorzęcin, Szczytniki-Czerniejewskie, Wierzyce, Witkowo-Dom, Wola Skorzęcka, Żelaskówko, Żółcz i Żydowo

### Obszary włączone 1 kwietnia 1927 do powiatu wrzesińskiego
Gminy: Barczyzna, Grzybowo-Chrzanowice, Jarząbkowo, Marzenin, Mystki, Noskowo, Pakszynek, Sobiesiernie, Strzyżewo-Czerniejewskie i Mierzewo
Obszary dworskie: Czeluścin, Grzybowo-Rabieżyce, Gulczewko, Gulczewo, Kawęczyn, Kleparz, Radomice, Wódki, Mierzewo z Królewcem